# Kathedraal van Ajaccio
De kathedraal van Ajaccio is een aan Maria-Tenhemelopneming gewijde barokke kerk op Corsica (Frans: Cathédrale Notre-Dame-de-l'Assomption of cathédrale Santa Maria Assunta). Het is de zetel van de bisschop van Ajaccio wiens bisdom het hele eiland beslaat. De kathedraal geniet bekendheid als de plaats waar Napoleon Bonaparte op 21 juli 1771 is gedoopt.

## Geschiedenis
De huidige kathedraal werd tussen 1577 en 1593 gebouwd, waarschijnlijk naar een ontwerp van de Italiaanse architect Giacomo della Porta. Deze nieuwbouw was noodzakelijk, omdat de vorige kathedraal in 1553 moest wijken voor de uitbreiding van de verdedigingswerken van de stad. Giulio Giustiniani, door paus Sixtus V tot bisschop gewijd, legde in 1593 de laatste steen van het bouwwerk. Zijn familiewapen is nog altijd te zien boven het centrale portaal. Een inscriptie daaronder, waarin hij zijn spijt betuigt dat hij niet de eerste steen had kunnen leggen, verraadt dat de bisschop niet erg tevreden was met de bescheiden afmetingen van de nieuwe kerk. 
Volgens een plaatselijke legende werd Laetitia Bonaparte op 15 augustus 1769 in de kerk overvallen door barensweeën. Zij snelde naar haar even verderop gelegen huis, waar zij korte tijd later beviel van Napoleon. De Franse keizer was erg gesteld op de kerk, waar zijn familiegraf zich bevond. Op zijn sterfbed zou hij de wens hebben uitgesproken om hier begraven te worden.

## Beschrijving
De kathedraal van Ajaccio is gebouwd in de barokke stijl van de Contrareformatie en heeft een sobere, okergele façade. De kerk heeft de vorm van een Latijns kruis met een bescheiden koepel boven het transept. Het brede en hoge middenschip, geflankeerd door zijbeuken, wordt overwelfd door een tongewelf met een cassetteplafond in trompe-l'oeil.
Het hoogaltaar, een schenking uit 1811 van Napoleons jongere zuster Elisa, is gemaakt van polychroom marmer. Vier gedraaide zuilen van zwart marmer uit Porto Venere staan aan weerszijden van het centrale altaarstuk. Het tabernakel dateert uit de tijd waarin de kerk gebouwd werd.
Van de zeven zijkapellen die de kerk rijk is, verdienen er twee speciale vermelding. De kapel van de Madonna van Pianto (Chapelle de la Madonna de Pianto), de eerste aan de linkerkant bij binnenkomst, biedt onderdak aan een schilderij van Eugène Delacroix, De triomf van de religie, en muurschilderingen van Domenico Tintoretto. De kapel van Onze-Lieve-Vrouw van de Heilige Rozenkrans (Chapelle de Notre-Dame du Rosaire) uit 1765 was de grafkapel van de familie Bonaparte voor de bouw van de keizerlijke kapel door Napoleon III op een andere plek in de stad. Het altaar van stucwerk herbergt beelden van de maagd Maria (ca. 1800), Dominicus Guzmán en Catharina van Siena. Het eenvoudige marmeren doopvont bij de ingang van het gebouw is voorzien van het wapen van Giustiniani. Een inscriptie herinnert aan de doop van Napoleon.

## Afbeeldingen

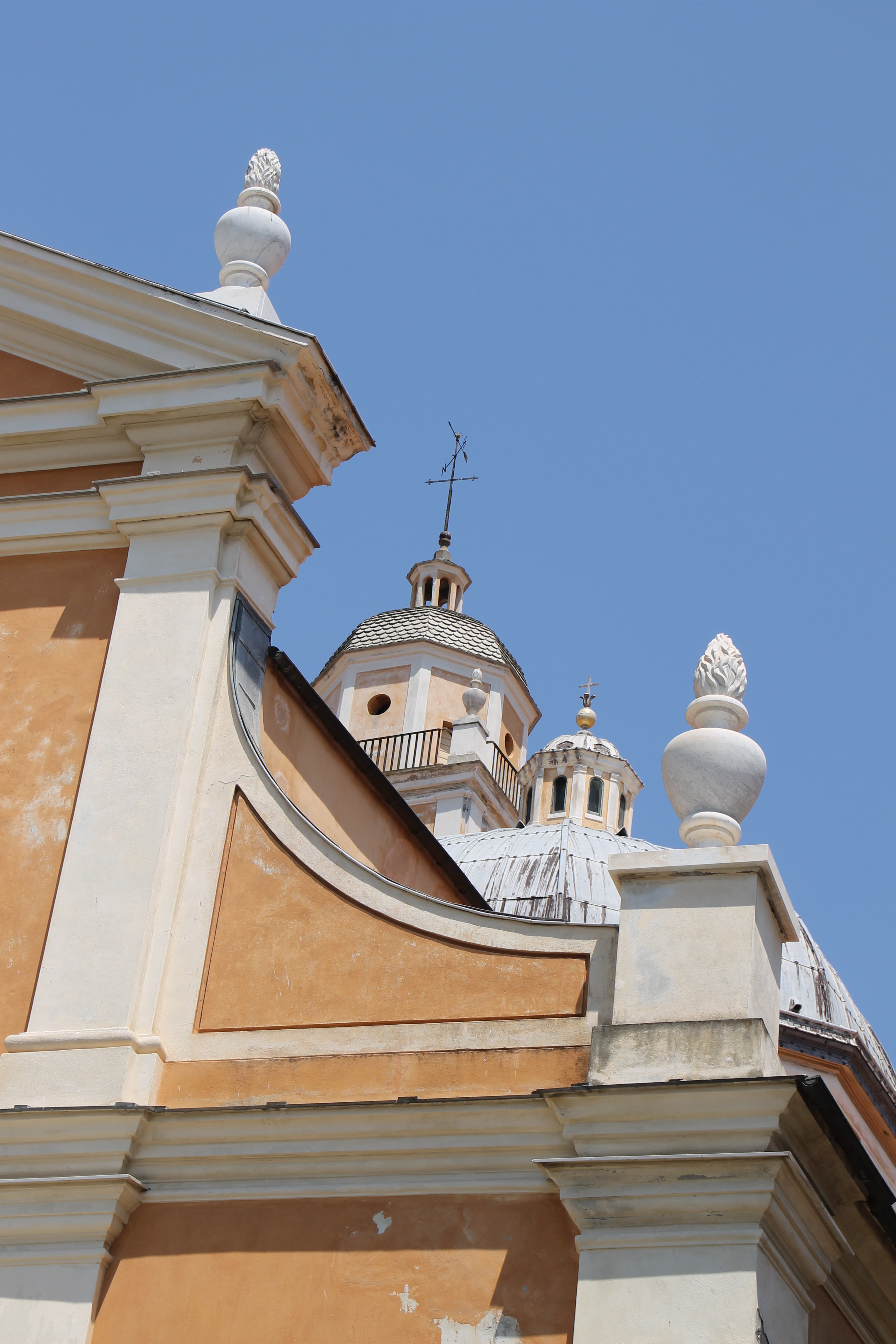
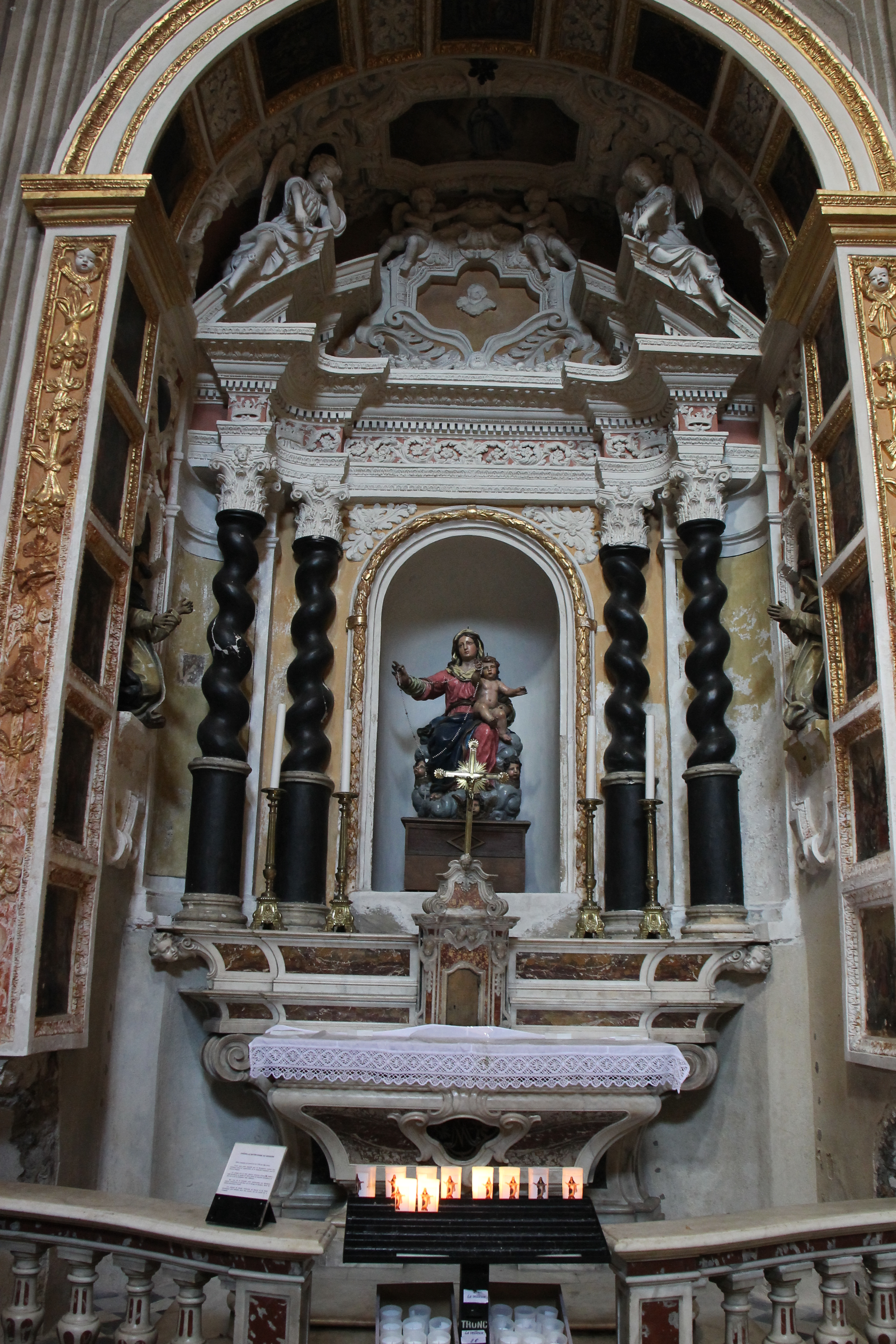
Kapel van Onze-Lieve-Vrouw van de Heilige Rozenkrans
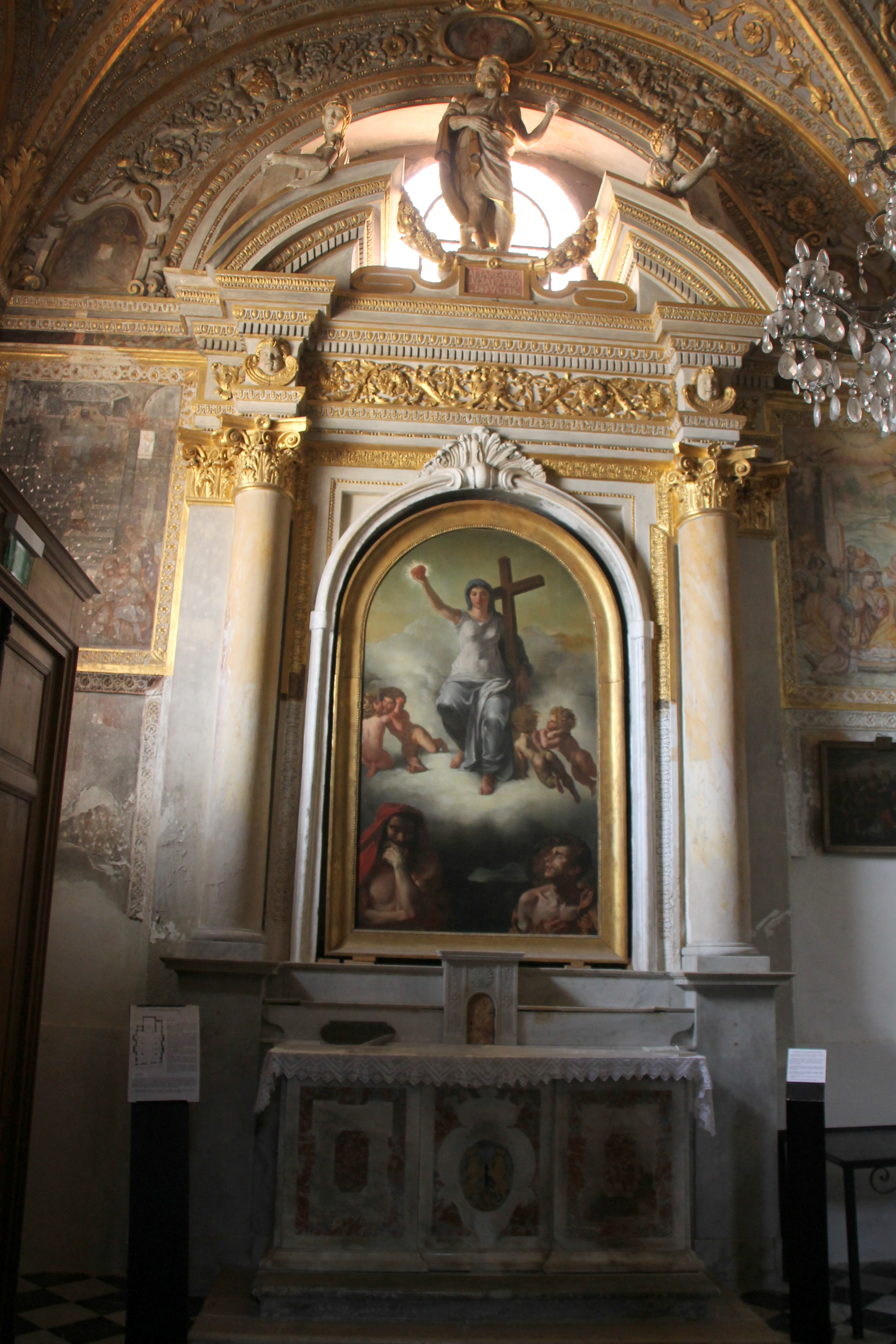
Kapel van de Madonna van Pianto